# Chi Sụ
Chi Sụ hay chi Du đơn hoặc chi Vàng trắng (danh pháp khoa học: Alseodaphne) là một chi thực vật hạt kín thuộc họ Lauraceae.

## Phân bố
Các loài trong chi này là đặc hữu Đông Nam Á (Campuchia, Indonesia, Lào, Malaysia, Myanmar, Philippines, Thái Lan, Việt Nam), Nam Á (Ấn Độ, Bangladesh, Nepal, Sri Lanka), New Guinea và miền nam Trung Quốc.

## Mô tả
Cây gỗ thường xanh. Chồi đầu cành có vảy. Các lá mọc so le, luôn thành cụm ở gần đỉnh của cành con, gân lá hình lông chim, thường chuyển sang màu đen khi khô. Cụm hoa ở nách lá, là chùy hoa hoặc chùm hoa; lá bắc con và lá bắc nhỏ sớm rụng. Hoa lưỡng tính, mẫu 3. Ống bao hoa ngắn; thùy bao hoa 6, gần như không đều hoặc 3 thùy vòng ngoài nhỏ hơn, hơi giãn ra sau khi nở hoa nhưng không có ở quả. Nhị sinh sản 9, mọc thành 3 vòng; các chỉ nhị của vòng 1 và 2 không có tuyến, các chỉ nhị của vòng 3 có 2 tuyến/chỉ nhị ở đáy; bao phấn 4 ngăn; các ngăn của vòng 1 và 2 hướng vào trong, các ngăn của vòng 3 hướng ra ngoài hoặc 2 ngăn trên ở bên và 2 ngăn dưới hướng ra ngoài. Nhị lép 3, thuộc vòng trong cùng nhất, rất nhỏ, gần giống như hình mũi tên. Bầu nhụy chìm một phần vào ống bao hoa nông; vòi nhụy thường dài như bầu nhụy; đầu nhụy nhỏ, không rõ, hình đĩa. Quả màu đen hoặc đen ánh tía khi thuần thục, hình trứng, thuôn dài, hoặc gần hình cầu; cuống quả màu đỏ, xanh lục hoặc vàng, đôi khi gần như hình trụ, nhiều thịt, mềm, luôn nhăn nheo, cắt cụt ở đỉnh.

## Các loài
Chi này chứa khoảng 51 loài.
- Alseodaphne albifrons: Malaysia bán đảo, Borneo.
- Alseodaphne archboldiana: New Guinea.
- Alseodaphne bancana: Tây Malesia.
- Alseodaphne birmanica: Myanmar, Thái Lan.
- Alseodaphne borneensis: Borneo.
- Alseodaphne dura: Malaysia bán đảo.
- Alseodaphne elmeri: Borneo.
- Alseodaphne elongata: Sumatra.
- Alseodaphne foxiana: Malaysia bán đảo.
- Alseodaphne garciniicarpa: Malaysia bán đảo (Perak).
- Alseodaphne glauciflora: Borneo (Tây Kalimantan), Sumatra.
- Alseodaphne glaucina: Nam Trung Quốc, Việt Nam.
- Alseodaphne gracilis: Đông nam Vân Nam.
- Alseodaphne griffithii: Myanmar.
- Alseodaphne habrotricha: Miền nam Ấn Độ.
- Alseodaphne himalayana: Nepal.
- Alseodaphne huanglianshanensis: Miền nam Vân Nam.
- Alseodaphne insignis: Malaysia bán đảo, Borneo.
- Alseodaphne intermedia: Malaysia bán đảo, Sumatra.
- Alseodaphne khasyana:Assam, Bangladesh, Myanmar.
- Alseodaphne kochummenii: Malaysia bán đảo (Pahang).
- Alseodaphne longipes: Philippines (Samar, Mindanao, Luzon).
- Alseodaphne macrantha: Malaysia bán đảo.
- Alseodaphne medogensis: Đông nam Tây Tạng.
- Alseodaphne micrantha: Malaysia bán đảo (Johor).
- Alseodaphne montana: Borneo (Sabah).
- Alseodaphne nicobarica: Quần đảo Nicobar.
- Alseodaphne nigrescens: Từ miền nam Thái Lan tới Malaysia bán đảo.
- Alseodaphne oblanceolata: Malaysia bán đảo, Borneo.
- Alseodaphne obovata: Malaysia bán đảo, Borneo.
- Alseodaphne owdenii: Sikkim, Bangladesh.
- Alseodaphne paludosa: Malaysia bán đảo, Sumatra.
- Alseodaphne panduriformis: Malaysia bán đảo.
- Alseodaphne peduncularis: Malaysia bán đảo, Sumatra.
- Alseodaphne pendulifolia: Malaysia bán đảo.
- Alseodaphne perakensis: Malaysia bán đảo.
- Alseodaphne philippinensis: Philippines (Mindanao: núi Apo).
- Alseodaphne ramosii: Philippines (Palawan: núi Victoria).
- Alseodaphne rhododendropsis: Việt Nam.
- Alseodaphne ridleyi: Malaysia bán đảo.
- Alseodaphne rubriflora: Myanmar (Myitkyina).
- Alseodaphne rubrolignea: Malaysia bán đảo (Pahang), Borneo (Sabah).
- Alseodaphne semecarpifolia: Miền nam Ấn Độ, Sri Lanka.
- Alseodaphne siamensis: Thái Lan (Ranawung).
- Alseodaphne suboppositifolia: Sụ lá gân đối, du đơn lá gân đối. Việt Nam (Kon Tum).
- Alseodaphne sulcata: Borneo (Sabah).
- Alseodaphne tomentosa: Borneo (Sarawak).
- Alseodaphne tonkinensis: Sụ bắc, du đơn Bắc Bộ, vàng trắng Bắc Bộ. Việt Nam.
- Alseodaphne utilis: Bộp có ích, vàng trắng có ích. Việt Nam (Thanh Hóa).
- Alseodaphne wrayi: Từ Thái Lan tới Malaysia bán đảo (Perak).
- Alseodaphne yunnanensis: Đông nam Vân Nam.

## Chuyển đi
Các loài dưới đây chuyển sang chi Alseodaphnopsis.
- Alseodaphne andersonii: Sụ Anderson, vàng trắng Anderson, du đơn lá lông.
- Alseodaphne hainanensis: Sụ Hải Nam, vàng trắng Hải Nam, du đơn Hải Nam, re dầu.
- Alseodaphne hokouensis
- Alseodaphne keenanii = Alseodaphnopsis andersonii
- Alseodaphne lanuginosa: Sụ lông mượt, vàng trắng nhung, du đơn lông mượt.
- Alseodaphne marlipoensis
- Alseodaphne petiolaris: Sụ có cuống, vàng trắng có cuống.
- Alseodaphne rugosa
- Alseodaphne sichourensis

Danh pháp Alseodaphne cavaleriei (sụ cavaleriei, vàng trắng cavaleriei) là đồng nghĩa của Machilus cavaleriei.